# Borilovo, Stara Zagora
Borilovo (în bulgară Борилово) este un sat în comuna Stara Zagora, regiunea Stara Zagora,  Bulgaria. 

## Demografie
Componența etnică a satului Borilovo
     Bulgari (99,15%)
     Nicio identificare (0,84%)
     Altele (0%)
La recensământul din 2011, populația satului Borilovo era de 236 locuitori. Din punct de vedere etnic, majoritatea locuitorilor (99,15%) erau bulgari. Pentru 0,84% din locuitori nu este cunoscută apartenența etnică.